# نسبت بازگشت
نسبت بازگشت (به انگلیسی: return ratio) یا نسبت برگشتی از یک منبع وابسته در یک مدار الکتریکی خطی، منفیِ نسبت جریان (ولتاژ) بازگشت‌شده به محل منبع وابسته به جریان (ولتاژ) منبع مستقل جایگزین است. اصطلاحات بهره حلقه و نسبت بازگشت اغلب به‌جای یکدیگر استفاده می‌شوند. با این حال، آنها لزوماً فقط در مورد یک سامانه حلقه بازخوردی تکی با بلوک‌های یک‌طرفه معادل هستند.

## محاسبه نسبت بازگشت

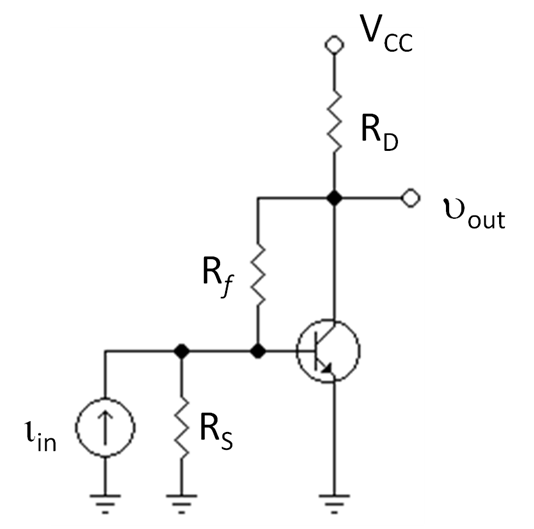
شکل ۱: تقویت‌کننده دوقطبی با بایاس کلکتور بیس

مراحل محاسبه نسبت بازگشت یک منبع به شرح زیر است: 
1. تمام منابع مستقل را صفر کنی.
2. منبع وابسته ای را که نسبت بازگشت برای آن جستجو می‌شود انتخاب کنید.
3. یک منبع مستقل از همان نوع (ولتاژ یا جریان) و قطبیت را به موازات منبع وابسته انتخاب شده قرار دهید.
4. منبع وابسته را به کنار منبع درج شده منتقل کنید و دو سَر آن را که منبع وابسته را به منبع مستقل متصل می‌کند برش دهید.
5. برای یک منبع ولتاژ، نسبت بازگشت منفی نسبت ولتاژ در دوسر منبع وابسته تقسیم بر ولتاژ منبع جایگزین مستقل است.
6. برای منبع جریان، سرهای قطع‌شده منبع وابسته را اتصال کوتاه کنید. نسبت بازگشت منفی نسبت جریان اتصال کوتاه حاصله به جریان منبع جایگزین مستقل است.

### سایر روش‌ها
این مراحل ممکن است زمانی که منابع وابسته داخل دستگاه‌ها مستقیماً در دسترس نباشند، به‌عنوان مثال هنگام استفاده از مدل‌های «جعبه سیاه» داخلی اسپایس یا هنگام اندازه‌گیری نسبت بازگشت به صورت تجربی، امکان‌پذیر نباشد. برای شبیه‌سازی‌های اسپایس، یک راه‌حل بالقوه جایگزینی دستی افزاره‌های غیرخطی با مدل معادل سیگنال کوچک آنها، با منابع وابستهٔ آشکار است. با این حال، اگر نقطه بایاس تغییر کند، باید دوباره انجام شود.
نتیجه روزِن‌اِستارک نشان می‌دهد که نسبت بازگشت را می‌توان با شکستن حلقه در هر نقطه یک‌طرفه در مدار محاسبه کرد. مشکل اکنون یافتن چگونگی شکستن حلقه بدون تأثیر بر نقطه بایاس و تغییر نتایج است. میدلبروک و روزِن‌اِستارک چندین روش را برای ارزیابی تجربی نسبت بازگشت پیشنهاد کرده‌اند (که توسط این نویسندگان به‌طور ساده به‌عنوان بهره حلقه ساده نامیده می‌شود)، و روش‌های مشابهی برای استفاده در اسپایس توسط هِرست اقتباس شده‌اند. به یادداشت کاربر اسپکتروم یا روبرتس یا سدرا و به خصوص تویننگا مراجعه کنید.

## مثال: تقویت‌کننده دوقطبی با بایاس کلکتور به بیس

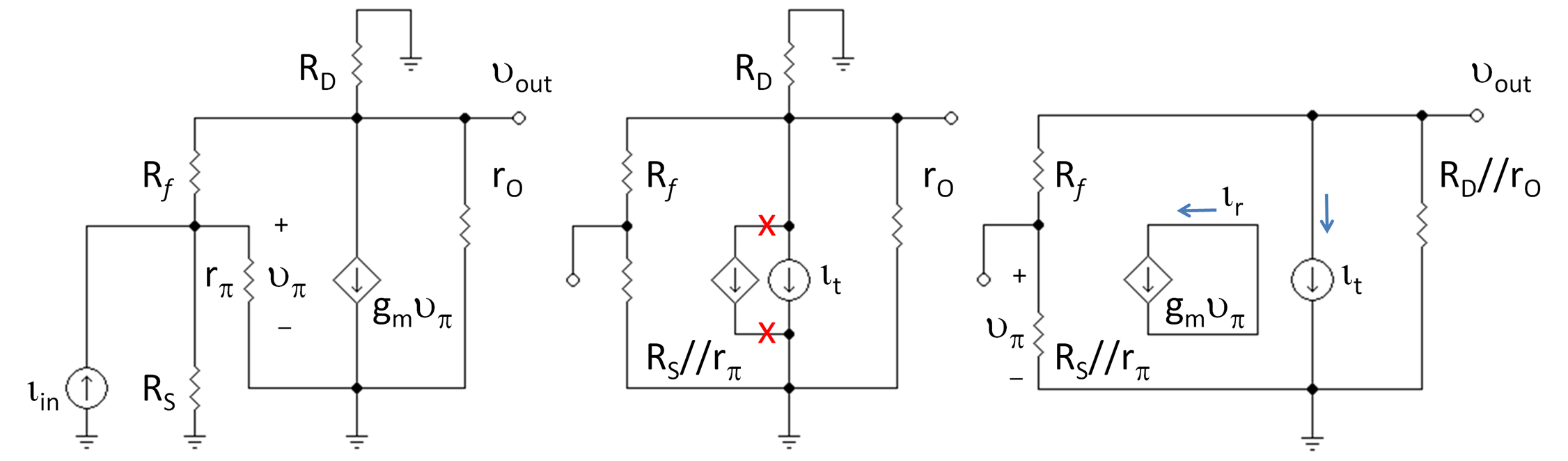
شکل ۲: سمت چپ - مدار سیگنال کوچک مربوط به شکل ۱؛ مرکز - قرار دادن منبع مستقل و علامت گذاری سرها برای برش. راست - قطع‌کردن منبع وابسته آزاد و اتصال کوتاه سَرهای شکسته‌شده

شکل ۱ (بالا سمت راست) تقویت‌کننده دوقطبی با مقاومت بایاس فیدبک Rf را نشان می‌دهد که توسط منبع سیگنال نورتون راه‌اندازی می‌شود. شکل ۲ (پهنه سمت چپ) مدار سیگنال کوچک مربوطه را نشان می‌دهد که با جایگزینی ترانزیستور با مدل هایبرید پای آن به دست آمده است. هدف یافتن نسبت بازگشت منبع جریان وابسته در این تقویت‌کننده است. برای رسیدن به هدف، مراحل ذکر شده در بالا دنبال می‌شود. شکل ۲ (پهنه مرکزی) کاربرد این مراحل را تا گام ۴ نشان می‌دهد، در حالی که منبع وابسته به سمت چپ منبع درج شده با مقدار it منتقل می‌شود و سرهای هدف برش با علامت x مشخص شده‌اند. شکل ۲ (پهنه سمت راست) مدار ایجادشده برای محاسبه نسبت بازگشت T را نشان می‌دهد که
{\displaystyle T=-{\frac {i_{r}}{i_{t}}}\ .}
جریان برگشتی است
{\displaystyle i_{r}=g_{m}v_{\pi }\ .}
جریان بازخورد در Rf با تقسیم جریان به صورت زیر است:
{\displaystyle i_{f}={\frac {R_{D}//r_{O}}{R_{D}//r_{O}+R_{F}+r_{\pi }//R_{S}}}\ i_{t}\ .}
ولتاژ بیس-امیتر vπ از قانون اهم است:
{\displaystyle v_{\pi }=-i_{f}\ (r_{\pi }//R_{S})\ .}
در نتیجه،
{\displaystyle T=g_{m}(r_{\pi }//R_{S})\ {\frac {R_{D}//r_{O}}{R_{D}//r_{O}+R_{F}+r_{\pi }//R_{S}}}\ .}

### کاربرد در مدل بهره مجانبی
بهره مقاومت‌انتقالی کلی این تقویت‌کننده را می‌توان به صورت زیر نشان داد:
{\displaystyle G={\frac {v_{out}}{i_{in}}}={\frac {(1-g_{m}R_{F})R_{1}R_{2}}{R_{F}+R_{1}+R_{2}+g_{m}R_{1}R_{2}}}\,}
با R1 = RS || rπ و R2 = RD || rO.
این عبارت را می‌توان به شکلی که توسط مدل بهره مجانبی استفاده می‌شود، بازنویسی کرد، که بهره کلی تقویت‌کننده با بازخورد را برحسب چندین ضریب مستقل بیان می‌کند که اغلب راحت‌تر از خود بهره کلی به‌طور جداگانه استخراج می‌شوند و اغلب بینشی را در مورد مدار ارائه می‌دهند. این فرم عبارت است از:
{\displaystyle G=\ G_{\infty }{\frac {T}{1+T}}+G_{0}{\frac {1}{1+T}}\ \,}
که در اینجا اصطلاح ∞G بهره مجانبی (به انگلیسی: asymptotic gain)، بهره در بی‌نهایت gm است، یعنی:
{\displaystyle G_{\infty }=-R_{F}\,}
و به اصطلاح پیش خورد (به انگلیسی: feed forward)یا توخورد مستقیم (به انگلیسی: direct feedthrough) G0 بهره برای gm صفر است، یعنی:
{\displaystyle G_{0}={\frac {R_{1}R_{2}}{R_{F}+R_{1}+R_{2}}}\ .}
برای کاربردهای بیشتر این روش، مدل بهره مجانبی و قضیه بلکمن را ببینید.